# 特莫廷诺尔
特莫廷诺尔是位于中国内蒙古自治区呼伦贝尔市新巴尔虎右旗额尔敦乌拉苏木西北的一个湖泊。其位置约在东经116°23′，北纬49°18′。湖面海拔680米，面积达2.3平方公里。该湖的沉积物主要为石盐。巴润乌和日廷诺尔在蒙古语中的意思是有骆驼的湖。